# 医療技術短期大学
医療技術短期大学（いりょうぎじゅつたんきだいがく）は、より高度な医療従事者を育成することを目的に設立された短期大学。

## 概要
- 医療従事者別としては、看護師・診療放射線技師・臨床検査技師・理学療法士・作業療法士・言語聴覚士・歯科衛生士・歯科技工士などがある。
- 修業年限は3年。医療技術短期大学の卒業生を対象とした修業年限1年の専攻科も設けられている。
- 従来の専門学校を改組して設立されたものも多い。通常の短期大学に医療技術学科（医療技術短期大学）が設置されている場合や校名に「医療技術」を含まない短期大学もある。

## 医療技術短期大学を設置している短期大学

### 公立
- 川崎市立看護短期大学 - 看護学科
- 静岡県立大学短期大学部 - 歯科衛生学科

### 私立
- 帯広大谷短期大学 - 看護学科
- 弘前医療福祉大学短期大学部 - 救急救命学科
- 仙台青葉学院短期大学 - 看護学科・リハビリテーション学科（理学療法学専攻、作業療法学専攻）・言語聴覚学科
- 仙台赤門短期大学 - 看護学科
- 埼玉医科大学短期大学 - 看護学科・専攻科（母子看護学専攻）
- 新渡戸文化短期大学 - 臨床検査学科
- 帝京短期大学 - ライフケア学科（臨床検査専攻）・専攻科（臨床工学専攻）
- 神奈川歯科大学短期大学部 - 看護学科
- 富山福祉短期大学 - 看護学科
- 飯田短期大学 - 看護学科・専攻科（地域看護学専攻、助産学専攻）
- 平成医療短期大学 - 看護学科・リハビリテーション学科（理学療法専攻、作業療法専攻、視機能療法専攻）
- 愛知医療学院短期大学 - リハビリテーション学科（理学療法学専攻、作業療法学専攻）・専攻科（リハビリテーション科学専攻）
- 大阪信愛学院短期大学 - 看護学科
- 藍野大学短期大学部 - 第一看護学科・第二看護学科・専攻科（地域看護学専攻）
- 大和大学白鳳短期大学部 - 総合人間学科（看護学専攻、リハビリテーション学専攻（理学療法学課程、作業療法学課程））・専攻科（リハビリテーション学専攻（理学療法学課程、作業療法学課程、言語聴覚学課程）、地域看護学専攻、助産学専攻）
- 川崎医療短期大学 - 看護科・医療介護福祉科
- 山陽女子短期大学 - 臨床検査学科・専攻科（診療情報管理専攻）
- 高知学園短期大学 - 看護学科・専攻科（地域看護学専攻）

歯科系
- 弘前医療福祉大学短期大学部 - 口腔衛生学科
- 仙台青葉学院短期大学 - 歯科衛生学科
- 日本歯科大学東京短期大学 - 歯科衛生学科・歯科技工学科・専攻科（総合技工学専攻、歯科衛生学専攻、歯科技工学専攻、口腔リハビリテーション学専攻）
- 目白大学短期大学部 - 歯科衛生学科
- 神奈川歯科大学短期大学部 - 歯科衛生学科
- 鶴見大学短期大学部 - 歯科衛生学科
- 日本歯科大学新潟短期大学 - 歯科衛生学科・専攻科（歯科衛生学専攻、在宅歯科医療学専攻、がん関連口腔ケア学専）
- 明倫短期大学 - 歯科技工士学科・歯科衛生士学科・専攻科（生体技工専攻、口腔保健衛生学専攻）
- 大垣女子短期大学 - 歯科衛生学科
- 愛知学院大学短期大学部 - 歯科衛生学科・専攻科（口腔保健学専攻）
- 関西女子短期大学 - 歯科衛生学科
- 神戸常盤大学短期大学部 - 口腔保健学科
- 大手前短期大学 - 歯科衛生学科
- 高知学園短期大学 - 歯科衛生学科
- 福岡医療短期大学 - 歯科衛生学科・専攻科（歯科衛生専攻）

通信教育課程
- 神戸常盤大学短期大学部 通信制課程看護学科 - 准看護師資格を取得後実務経験10年以上を有する者が対象。全国で他に例のない唯一の短期大学通信制課程となっている。

## 廃止された医療技術短期大学

### 国公立
国立の医療技術短期大学は全て廃止された。各大学名の後に「医療技術短期大学部」の名称がついていた。

### 私立
短期大学に設置される看護学科のみ大学（学部）への移行や学校名に医療技術系の記載がなければ、看護学科を示す。
- 天使女子短期大学（2000年募集停止、天使大学へ移行）
- 秋田桂城短期大学（2005年募集停止、秋田看護福祉大学へ移行）
- 日本赤十字秋田短期大学（2009年募集停止、日本赤十字秋田看護大学へ移行）
- 日本赤十字愛知短期大学（2003年度募集停止、日本赤十字豊田看護大学へ移行）
- 日本赤十字中央女子短期大学（1985年募集停止、日本赤十字看護大学へ移行）
- 日本赤十字武蔵野短期大学（2004年募集停止、日本赤十字看護大学へ移行）
- 群馬パース学園短期大学（2005年度募集停止、群馬パース大学へ移行）
- 自治医科大学看護短期大学（2002年度募集停止、自治医科大学へ移行）
- 順天堂医療短期大学（2004年度募集停止、順天堂大学へ移行）
- 杏林短期大学（1979年度募集停止、杏林大学へ移行）
- 昭和大学医療短期大学（2002年度募集停止、昭和大学へ移行）
- 聖路加短期大学（1964年募集停止、聖路加看護大学へ移行）
- 慶應義塾看護短期大学（2000年募集停止、慶応義塾大学看護医療学部へ移行）
- 麻布公衆衛生短期大学（1978年募集停止、麻布大学へ移行）
- 横浜創英短期大学（2012年、横浜創英大学へ移行）
- 岐阜医療技術短期大学（2006年度募集停止、岐阜医療科学大学へ移行）
- 藤田保健衛生大学短期大学（2008年度募集停止、藤田保健衛生大学へ移行）
- 明治鍼灸短期大学（1982年度募集停止、明治鍼灸大学へ移行）- 鍼灸学科
- 京都医療技術短期大学（2007年度募集停止、京都医療科学大学へ移行）
- 聖隷クリストファー大学看護短期大学部（2004年度募集停止、聖隷クリストファー大学へ移行）
- 明治鍼灸大学医療技術短期大学部（2005年度募集停止、明治国際医療大学へ移行）
- 産業医科大学医療技術短期大学（1995年度募集停止、産業医科大学へ移行）
- 銀杏学園短期大学（2006年度募集停止、熊本保健科学大学へ移行）
- 桐生大学短期大学部（2007年度募集停止、桐生大学医療保健学部看護学科へ移行） - 看護学科
- 青森中央短期大学（2014年募集停止、青森中央学院大学看護学部へ移行） - 看護学科
- 八戸学院短期大学（2016年募集停止、八戸学院大学健康医療学部へ移行） - 看護学科
- 足利短期大学（2014年募集停止、足利工業大学看護学部へ移行） - 看護学科
- 共立女子短期大学（2013年募集停止、共立女子大学看護学部へ移行） - 看護学科
- 福井医療短期大学（2016年度募集停止、福井医療大学へ移行）
- 岩手看護短期大学（2016年募集停止、岩手医科大学へ移管）
- 奈良文化女子短期大学（2018年募集停止、奈良学園大学人間教育学部へ移管） - 衛生看護学科
- 関西鍼灸短期大学（2002年度募集停止、関西鍼灸大学へ移行）
- 帝京平成看護短期大学（2012年募集停止、帝京平成大学地域医療学部看護学科へ移行）
- 東海大学医療技術短期大学（2020年度募集停止、東海大学医学部看護学科へ移管）
- 岐阜保健大学短期大学部（2021年度募集停止、岐阜保健大学リハビリテーション学部へ移行）
- 松本短期大学（2021年度募集停止、松本看護大学へ移行） - 看護学科